# János Sajnovics
János Sajnovics, né le 12 mars 1733 à Tordas (Hongrie) et décédé le 4 mai 1785 à Buda, est un  prêtre jésuite hongrois. Il est astronome et mathématicien, mais il est surtout connu pour avoir été le premier à rapprocher les langues hongroise et same dans ce que l’on appelle aujourd’hui le groupe ouralien.

## Biographie

### Formation
De famille aristocratique János Sajnovics entre chez les Jésuites le 14 octobre 1748. Il fait son noviciat à Trencsén (aujourd’hui Trencin, en Slovaquie). Après des études de philosophie de 1751 à 1754 à Nagyszombat (aujourd’hui Trnava), il suit un cours spécial de mathématique au collège de Vienne tout en collaborant déjà au travail de son observatoire. Il y fait la connaissance de Maximilien Hell.
À la fin du cours de théologie suivi à Vienne (1761–1764), il est ordonné prêtre en 1763. Sa formation terminée, il est nommé en 1766 à l’observatoire de l'université de Nagyszombat (Trnava).

### Passage de Vénus
En 1769 le monde scientifique attend avec un grand intérêt le passage de la planète Vénus devant le disque solaire. Les observatoires d’Europe s’organisent pour observer le phénomène à partir de lieux différents. Ainsi Maximilian Hell, jésuite comme lui, astronome impérial de Vienne, sur invitation spéciale du roi Christian VII du Danemark, accepte de se rendre sur l'île de Vardø — en région lapone — dans l’extrême nord-est de la Norvège, aux confins de la Finlande et de la Russie ; Sajnovics est son assistant. La suite de l'histoire sera que Hell sera par la suite soupçonné à tort d'avoir manipulé ses données d'observation.

### Hongrois et langues sames

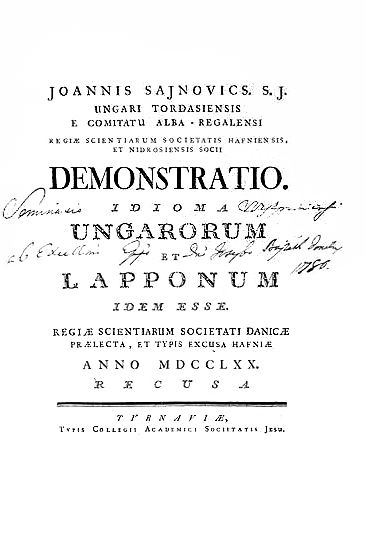
Page de titre de la Demonstratio...

Hell avait entendu dire que la langue des Sames était apparentée au hongrois. Il souhaite profiter de l'occasion pour faire des recherches sur cette relation. Mais le germanophone qu’il est ne maîtrise pas la langue hongroise. C'est pourquoi il invite János Sajnovics, astronome et hongrois, à l’accompagner dans ce voyage d'études. 
Du 11 octobre 1768 au 27 juin 1769, tout en faisant des observations astronomiques, Sajnovics fait des recherches sur la langue des Sames. De retour à Copenhague (Danemark), il écrit et publie son célèbre Demonstratio idioma ungarorum et lapponum idem esse, y prouvant que les deux langues sont de la même famille linguistique. Ses conclusions se basent sur l'étude de la déclinaison des substantifs, le suffixe diminutif, les nombres, les pronoms, les prépositions et la conjugaison des verbes, y compris les auxiliaires. 
La démonstration de l'analogie entre ce qui est hongrois et le finno-same (les langues sames) est convaincante, même si son travail est incomplet, et erroné en quelques détails.

### Retour à l’astronomie
De retour (1770) à l'observatoire de Nagyszombat, il est transféré (1772) à Budapest, comme professeur de mathématiques. Il y reste comme prêtre séculier après la suppression de la Compagnie de Jésus (1773). Il enseigne les mathématiques à l'Académie et continue comme directeur adjoint de l'observatoire jusqu'à sa mort survenue le 1er mars 1785.

## Reconnaissance publique
- En hommage à ses réalisations en astronomie et ses découvertes en linguistique, l'Académie danoise de Sciences et la Société Scientifique norvégienne de Trondheim l'élisent comme membre.
- L'astéroïde (114659) Sajnovics fut nommé en son honneur.

## Écrits
- Demonstratio idioma Ungarorum et Lapponum idem esse, Copenhague, 1770.
- Idea astronomiae, Buda, 1778.